# MASAKI (DJ)
MASAKI（まさき、1973年11月14日 - ）は、主に福岡県を中心に活動するラジオパーソナリティ、ディスクジョッキー。本名は宇都 勝樹（うと まさき）。福岡県福岡市出身。

## 略歴
1990年代前半より福岡でイベントMCとして活動したのち、1996年にCROSS FMのナビゲーター(DJ)オーディションに合格。1997年から（一時期を除いて）長きに渡りCROSS FMの"夜の顔"として活躍している。
その後はエフエム熊本にも活動の範囲を広げており、多種多様な切り口で繰り出されるトークでリスナーからの人気も高い。

## 人物
- 1996年年からHMVキャナルシティ博多店にて店内DJを担当していた[1]。
- 番組内で茶山のブルーノ・マーズを自称することがある。

## 出演
- NIGHTMARE MONDAY (CROSS FM 1997年4月 - 1998年3月)
- GROOVE TRAIN 9to0 （CROSS FM 1998年4月 - 2002年3月）
- BRAVO CALLIN' （CROSS FM 2001年10月 - 2003年3月）
- JUST RADIO（CROSS FM 2003年3月31日 - 2007年3月29日）
- MASAKIの「チア～ズ!!」（KBCラジオ 2007年10月 - 2008年3月）
- McDonald's Kyushu Real-eyes（CROSS FM 2005年4月 - 2008年3月）
- B2B RADIO (CROSS FM 月・水 2007年4月 - 2008年10月)
- ベロベロバー（KBCラジオ 木曜 2008年4月 - 2009年4月2日）
- サタデーミュージックカウントダウン（KBCラジオ 土曜 - 2010年9月）
- Groove Train （CROSS FM 木曜 2011年4月7日 - 2014年3月27日）
- SWITCH!!（CROSS FM 月・火 2014年9月1日 - 2017年9月26日）
- FMK BEAT MAX（エフエム熊本 金曜 2010年4月2日 - 2022年9月30日）
- V・A・D weekend（CROSS FM 金曜 20:00 - 23:00、2014年5月3日 - ）
- エーエス・ライジング presents Ruby Tuesday（エフエム熊本 2004年2月 - 2016年5月31日,火曜 15:30 - 15:55、2017年6月-
- TAKE IT EASY （CROSS FM 土曜 12:00 - 16:00、2018年10月6日 - ）
- FMK RADIO BUSTERS （エフエム熊本 木曜 16:00 - 18:55 2022年10月 - ）